# الدوري اللبناني الدرجة الثانية 2020–21
الدوري اللبناني الدرجة الثانية هو القسم الثاني من الدوريات اللبنانية. يديره الاتحاد اللبناني لكرة القدم. يتأهل منه الفريقان الأولان إلى الدوري اللبناني الممتاز ويحلان محل الفرق الهابطة، بينما يهبط الفريقان الأخيران إلى دوري الدرجة الثالثة. كان من المقرر ينطلق الدوري في سبتمبر، قبل أن يتم تأجيله إلى 2 أكتوبر في إطار الإجراءات الوقائية التي اتخذتها الدولة لمواجهة جائحة فيروس كورونا.
تلعب الفرق ال12 الدوري من مباراة واحدة (11 مباراة لكل فريق)، تُقسم بعدها الفرق حسب الترتيب من المركز الأول إلى السادس لتخوص مباريات دوري سداسي الأوائل، كما تنتقل الفرق التي تحتل المراكز من السابع إلى الثاني عشر لتخوض دوري سداسي الأواخر، ويلعب السداسيان بطريقة الدوري ذهابا وإيابا، مع احتساب نقاط كل فريق في المرحلة الأولى. بسبب جائحة فيروس كورونا لُعبت جميع المباريات خلف الأبواب المغلقة.
عند إلغاء موسم 2019–20، كان سبورتينغ وأنصار حوارة هما الفريقان الصاعدان من دوري الدرجة الثالثة، بينما هبط البقاع والراسينغ بيروت من الدوري اللبناني الممتاز. أنهى فريقي سبورتنغ بيروت والحكمة الموسم في المركزين الأول والثاني على التوالي، وصعدا إلى الدوري اللبناني الممتاز، بينما احتل ناصر بر الياس وأنصار حوارة المركزين الأخيرين، وهبطا إلى دوري الدرجة الثالثة.

## الفرق
| الفريق                | المدينة   | موسم 2018–19                                    |
| --------------------- | --------- | ----------------------------------------------- |
| الأهلي النبطية        | النبطية   | المركز السادس في الدوري اللبناني الدرجة الثانية |
| الأهلي صيدا           | صيدا      | المركز الثالث في الدوري اللبناني الدرجة الثانية |
| أنصار حوارة           | حوارة     | المركز الثاني في الدوري اللبناني الدرجة الثالثة |
| النبي شيت             | النبي شيت | المركز الثاني عشر في الدوري اللبناني الممتاز    |
| الإجتماعي             | طرابلس    | المركز الخامس في الدوري اللبناني الدرجة الثانية |
| الإصلاح البرج الشمالي | صور       | المركز التاسع في الدوري اللبناني الدرجة الثانية |
| المبرة                | بيروت     | المركز العاشر في الدوري اللبناني الدرجة الثانية |
| النهضة برالياس        | بر الياس  | المركز السابع في الدوري اللبناني الدرجة الثانية |
| نادي ناصر براليس      | بر الياس  | المركز الثامن في الدوري اللبناني الدرجة الثانية |
| الراسينغ بيروت        | بيروت     | المركز الحادي عشر في الدوري اللبناني الممتاز    |
| الحكمة                | بيروت     | المركز الرابع في الدوري اللبناني الدرجة الثانية |
| سبورتينغ              | بيروت     | المركز الأول في الدوري اللبناني الدرجة الثالثة  |

## جدول الترتيب
| م  | الفريق                | لعب | ف  | ت | خ  | أ.له | أ.ع | أ.ف | نقاط | الصعود أو الهبوط                          |
| -- | --------------------- | --- | -- | - | -- | ---- | --- | --- | ---- | ----------------------------------------- |
| 1  | سبورتينغ بيروت (C, P) | 16  | 10 | 5 | 1  | 38   | 12  | +26 | 35   | الصعود إلى الدوري اللبناني الممتاز        |
| 2  | الحكمة (P)            | 16  | 9  | 5 | 2  | 24   | 10  | +14 | 32   | الصعود إلى الدوري اللبناني الممتاز        |
| 3  | الأهلي النبطية        | 16  | 9  | 2 | 5  | 25   | 14  | +11 | 29   |                                           |
| 4  | الإصلاح البرج الشمالي | 16  | 7  | 4 | 5  | 28   | 18  | +10 | 25   |                                           |
| 5  | الأهلي صيدا           | 16  | 7  | 4 | 5  | 28   | 24  | +4  | 25   |                                           |
| 6  | النهضة برالياس        | 16  | 4  | 7 | 5  | 14   | 20  | −6  | 19   |                                           |
|    |                       |     |    |   |    |      |     |     |      |                                           |
| 7  | الراسينغ بيروت        | 16  | 8  | 5 | 3  | 29   | 19  | +10 | 29   |                                           |
| 8  | الإجتماعي             | 16  | 5  | 4 | 7  | 20   | 33  | −13 | 19   |                                           |
| 9  | النبي شيت             | 16  | 5  | 3 | 8  | 26   | 30  | −4  | 18   |                                           |
| 10 | المبرة                | 16  | 4  | 4 | 8  | 19   | 24  | −5  | 16   |                                           |
| 11 | ناصر برالياس (R)      | 16  | 2  | 5 | 9  | 17   | 31  | −14 | 11   | الهبوط إلى الدوري اللبناني الدرجة الثالثة |
| 12 | أنصار حوارة (R)       | 16  | 1  | 2 | 13 | 21   | 54  | −33 | 5    | الهبوط إلى الدوري اللبناني الدرجة الثالثة |

1. ↑  تلعب الفرق مع بعضها البعض مرة واحدة (11 مباراة)، قبل أن يتم تقسيم الدوري إلى مجموعتين (الستة الأوائل والستة الأواخر)، مع انتقال نقاط كل فريق معه إلى المرحلة الثانية.

## الهدافون
| # | اللاعب          | النادي                | الأهداف |
| - | --------------- | --------------------- | ------- |
| 1 | محمد قدوح       | الراسينغ بيروت        | 15      |
| 2 | وسيم عبد الهادي | الحكمة                | 12      |
| 3 | مازن جمال       | الأهلي صيدا           | 11      |
| 4 | حسن ترمس        | سبورتينغ              | 10      |
| 5 | علي عباس        | سبورتينغ              | 9       |
| 5 | أيمن أبو صهيون  | الإصلاح البرج الشمالي | 9       |